# Irakli Uznadze
Irakli Uznadze (* 18. května 1972) je gruzínský zápasník–judista, který od roku 1993 reprezentoval Turecko.

## Sportovní kariéra
Po rozpadu Sovětského svazu přijal v roce 1993 nabídku reprezentovat Turecko. V rámci urychlení získání občanství podstoupil změnu jména a do roku 1995 zápasil pod jménem İrfan Toker. V roce 1996 se kvalifikoval na olympijské hry v Altantě a obsadil sedmé místo. V roce 2000 a 2004 se na olympijské hry nekvalifikoval. V roce 2002 získal titul mistra Evropy bez boje, potom co jeho finálový soupeř Alexej Budolin kvůli zranění nenastoupil. Sportovní kariéru ukončil v roce 2006. Jedno olympijské období (2013-2016) působil jako hlavní trenér gruzínské seniorské reprezentace. Od roku 2017 pracuje jako šéftrenér turecké judistické reprezentace.

### Vítězství
- 1995 – 2× světový pohár (Dofia, Praha)

## Výsledky
| Turnaj             | 1995             | 1996             | 1997             | 1998             | 1999             | 2000             | 2001             | 2002             | 2003             | 2004             | 2005             |
| Turnaj             | 23               | 24               | 25               | 26               | 27               | 28               | 29               | 30               | 31               | 32               | 33               |
| Turnaj             | polostřední váha | polostřední váha | polostřední váha | polostřední váha | polostřední váha | polostřední váha | polostřední váha | polostřední váha | polostřední váha | polostřední váha | polostřední váha |
| ------------------ | ---------------- | ---------------- | ---------------- | ---------------- | ---------------- | ---------------- | ---------------- | ---------------- | ---------------- | ---------------- | ---------------- |
| Olympijské hry     |                  | 7.               |                  |                  |                  | —                |                  |                  |                  | —                |                  |
| Mistrovství světa  | úč.              |                  | —                |                  | úč.              |                  | úč.              |                  | úč.              |                  | —                |
| Mistrovství Evropy | 3.               | 5.               | úč.              | 3.               | úč.              | úč.              | 3.               | 1.               | 7.               | úč.              | úč.              |